# Allons (Lot-et-Garonne)
Allons é uma comuna francesa na região administrativa da Nova Aquitânia, no departamento Lot-et-Garonne. Estende-se por uma área de 76 km². Em 2010 a comuna tinha 169 habitantes (densidade: 2,2 hab./km²).